# Пост-алкогольные страхи
«Пост-алкогольные страхи» — четвёртый студийный альбом российской панк-рок-группы «НАИВ». Выпущен 18 апреля 1997 года. В записи этого альбома принимает участие новый барабанщик Дмитрий Хакимов (Snake), позже ставший директором группы. Профессиональный журнал для барабанщиков «Drum» напечатал большое интервью со Snake, отметив его игру на альбоме. Саунд-продюсером этой пластинки выступил Билли Гулд, басист известной американской метал-группы Faith No More. Её дважды переиздавали (1999, Kool Arrow Records и 2002, FeeLee Records).

## История создания
Большинство песен для альбома написал Саша Иванов. Одну песню написал Руслан Ступин. Во время записи альбома Чача и Ступин по очереди находились в запое и дело продвигалось медленно. Затем в группу пришёл новый барабанщик Дмитрий «Снейк» Хакимов и довёл работу над альбомом до конца.

## Обложка
В оформлении обложки альбома использована картина петербургского художника А. Синочкина под названием «Едоки картофеля», которая, в свою очередь отсылает к одноимённой работе нидерландского художника Винсента Ван Гога 1885 года. Данный рисунок в качестве обложки альбома предложил тогдашний директор группы Андрей Павлов.
«Наив» достаточно часто играл в Питере в то время, особенно в клубе Tamtam. Так вот во время очередной поездки в Питер, мы гуляли по Невскому и зашли на выставку под открытым небом, где уличные художники свои картины продают и увидели эту картину. Она запала в душу своей такой безысходностью и мрачняком. Символичная такая картина для 90-х. По-моему, мы её потом купили, когда уже думали над обложкой.Андрей Павлов

## Список композиций
| №                   | Название                | Длительность |
| ------------------- | ----------------------- | ------------ |
| 1.                  | «Сто градусов»          | 2:10         |
| 2.                  | «Утро»                  | 2:45         |
| 3.                  | «Вася»                  | 3:29         |
| 4.                  | «Старый новый день»     | 3:35         |
| 5.                  | «Straight edge»         | 2:00         |
| 6.                  | «Фильм про меня»        | 3:01         |
| 7.                  | «Героин (Меня убивает)» | 3:19         |
| 8.                  | «Надейся на себя»       | 3:49         |
| 9.                  | «Я устал»               | 3:15         |
| 10.                 | «Wasted time»           | 2:28         |
| 11.                 | «Всё проходит»          | 2:28         |
| Общая длительность: | Общая длительность:     | 32:05        |

| №   | Название                       | Длительность |
| --- | ------------------------------ | ------------ |
| 12. | «Утро» (Live)                  | 2:49         |
| 13. | «Вася» (Live)                  | 3:46         |
| 14. | «Straight Edge» (Live)         | 2:07         |
| 15. | «Героин (Меня убивает)» (Live) | 3:36         |
| 16. | «Вася» (Видео)                 | 3:34         |

## Участники записи
- Александр «Чача» Иванов — вокал (2—5, 7—10)
- Денис «Пит» Петухов — бас-гитара, вокал (1, 6, 11), бэк-вокал
- Руслан «Ступ» Ступин — гитара
- Дмитрий «Snake» Хакимов — ударные